# Таки Инуе
Такачихо „Таки“ Инуе е японски пилот от Формула 1. Роден е на 5 септември 1963 в Кобе, Япония, има 18 участия във Формила 1 с отборите на Симтек, Футуърк.